# Liste der Ministerpräsidenten der Niederlande
Diese Liste enthält alle Ministerpräsidenten der Niederlande seit 1848.

## Vorsitzende des Ministerrats (Titel ab 1815)
- 1848–1848: Gerrit Graf Schimmelpenninck
- 1848: Dirk Donker Curtius
- 1848–1849: Jacob de Kempenaer
- 1849–1853: Johan Rudolf Thorbecke (1. Regierungsperiode)
- 1853–1856: Floris Adriaan Baron van Hall (1. Regierungsperiode)
- 1856–1858: Justinus van der Brugghen
- 1858–1860: Jan Jacob Rochussen
- 1860–1861: Floris Adriaan Baron van Hall (2. Regierungsperiode)
- 1861–1861: Jacob Baron van Zuylen van Nijevelt
- 1861–1862: Schelto Baron van Heemstra
- 1862–1866: Johan Rudolf Thorbecke (2. Regierungsperiode)
- 1866–1866: Isaäc Dignus Fransen van de Putte
- 1866–1868: Julius Graf van Zuylen van Nijevelt
- 1868–1871: Pieter Philip van Bosse
- 1871–1872: Johan Rudolf Thorbecke (3. Regierungsperiode)
- 1872–1874: Gerrit de Vries
- 1874–1877: Jan Heemskerk (1. Regierungsperiode)
- 1877–1879: Joannes Kappeyne van de Coppello
- 1879–1883: Constantijn Theodoor Graf van Lynden van Sandenburg
- 1883–1888: Jan Heemskerk (2. Regierungsperiode)
- 1888–1891: Æneas Baron Mackay der Jüngere
- 1891–1894: Gijsbert van Tienhoven
- 1894–1897: Joan Baron Röell
- 1897–1901: Nicolaas Pierson
- 1901–1905: Abraham Kuyper
- 1905–1908: Theo de Meester
- 1908–1913: Theo Heemskerk
- 1913–1918: Pieter Cort van der Linden
- 1918–1922: Charles Baron Ruijs de Beerenbrouck (1. Regierungsperiode)
- 1922–1925: Charles Baron Ruijs de Beerenbrouck (2. Regierungsperiode)
- 1925–1926: Hendrikus Colijn (1. Regierungsperiode)
- 1926–1929: Dirk Jan de Geer (1. Regierungsperiode)
- 1929–1933: Charles Baron Ruijs de Beerenbrouck (3. Regierungsperiode)
- 1933–1939: Hendrikus Colijn (2. Regierungsperiode)
- 1939–1940: Dirk Jan de Geer (2. Regierungsperiode)
- 1940–1945: Pieter Sjoerds Gerbrandy

## Ministerpräsidenten (Titel seit 1945)
| Ministerpräsidenten  | Ministerpräsidenten | Ministerpräsidenten | Ministerpräsidenten |
| Name                 | Partei              | Beginn Amtszeit     | Ende der Amtszeit   |
| -------------------- | ------------------- | ------------------- | ------------------- |
| Willem Schermerhorn  | VDB/PvdA            | 24. Juni 1945       | 3. Juli 1946        |
| Louis Beel           | KVP                 | 3. Juli 1946        | 7. August 1948      |
| Willem Drees         | PvdA                | 7. August 1948      | 22. Dezember 1958   |
| Louis Beel           | KVP                 | 22. Dezember 1958   | 19. Mai 1959        |
| Jan de Quay          | KVP                 | 19. Mai 1959        | 24. Juli 1963       |
| Victor Marijnen      | KVP                 | 24. Juli 1963       | 14. April 1965      |
| Jo Cals              | KVP                 | 14. April 1965      | 22. November 1966   |
| Jelle Zijlstra       | ARP                 | 22. November 1966   | 5. April 1967       |
| Piet de Jong         | KVP                 | 5. April 1967       | 6. Juli 1971        |
| Barend Biesheuvel    | ARP                 | 6. Juli 1971        | 11. Mai 1973        |
| Joop den Uyl         | PvdA                | 11. Mai 1973        | 19. Dezember 1977   |
| Dries van Agt        | CDA                 | 19. Dezember 1977   | 4. November 1982    |
| Ruud Lubbers         | CDA                 | 4. November 1982    | 22. August 1994     |
| Wim Kok              | PvdA                | 22. August 1994     | 22. Juli 2002       |
| Jan Peter Balkenende | CDA                 | 22. Juli 2002       | 14. Oktober 2010    |
| Mark Rutte           | VVD                 | 14. Oktober 2010    | 2. Juli 2024        |
| Dick Schoof          | parteilos           | 2. Juli 2024        | amtierend           |